# Comté de Stettler No 6
Le comté de Stettler No 6 (anglais : Stettler County No. 6) est un district municipal de 5,103 habitants en 2011, situé dans la province d'Alberta, au Canada.

## Communautés et localités
Bourgs
- Stettler

Villages
- Big Valley
- Botha
- Donalda
- Gadsby

Villages d'été
- Rochon Sands
- White Sands

Hameaux
- Byemoor
- Endiang
- Erskine
- Nevis
- Red Willow

Localités
- Anderson Addition
- Bolin Subdivision
- Caprona
- Fenn
- Gopher Head
- Hackett
- Hartshorn
- Heart Lake
- Leahurst
- Leo
- Nevis Junction
- Oberlin
- Repp Addition
- Repp Subdivision
- Sabine
- Scollard
- Warden
- Warden Junction
- Willowglen Estates

Autres
- Cordel

## Démographie
| 2001  | 2006  | 2011  | 2016  |
| ----- | ----- | ----- | ----- |
| 5 357 | 5 216 | 5 103 | 5 322 |